# Predator: Badlands
Predator: Badlands (bra: Predador: Terras Selvagens; prt: Predador: Badlands) é um futuro filme americano de ação e ficção científica da franquia Predator. É o sétimo filme da série principal e o nono da franquia geral. O filme é dirigido por Dan Trachtenberg, co-escrito por Trachtenberg e Patrick Aison, e estrelado por Elle Fanning e Dimitrius Schuster-Koloamatangi.
Predador: Badlands será lançado nos cinemas em 7 de novembro de 2025 nos Estados Unidos, e no Brasil em 6 de novembro do mesmo ano.

## Premissa
No futuro, em um planeta remoto, um jovem Predador, excluído de seu clã, encontra em Thia uma aliada improvável e embarca em uma jornada traiçoeira em busca do maior adversário.

—  The Walt Disney Company

## Elenco
- Elle Fanning como Thia, uma jovem andróide criada pela Weyland-Yutani.[6]
- Dimitrius Schuster-Koloamatangi como Dek, um jovem predador rejeitado.[7]

## Produção

### Desenvolvimento
Em fevereiro de 2024, foi revelado que um filme independente da franquia Predator, intitulado Badlands, estava em desenvolvimento e seria dirigido por Dan Trachtenberg, que trabalhou anteriormente em Prey (2022) e Predador: Assassino de Assassinos (2025), e co-escrito por Patrick Aison, que escreveu Prey. O diretor citou influências estilísticas e temáticas das obras de Frank Frazetta e Terrence Malick, Conan, o Bárbaro, Drax, o Destruidor, os filmes Shane (1953), Mad Max 2 (1981), O Livro de Eli (2010), bem como os westerns de Clint Eastwood e o videogame Shadow of the Colossus (2005). Em junho, Elle Fanning estava em negociações para participar do filme no papel principal, com sua escalação confirmada em agosto.
Com influência do universo expandido da franquia, Badlands pretende ser um filme independente na série, ambientada no mundo natal dos Predadores e com foco na cultura de sua espécie. Para isso, uma linguagem escrita e verbal consistente para os Predadores foi desenvolvida para o filme pelo linguista que criou a linguagem Naʼvi para o filme Avatar (2009). Em uma mudança em relação aos filmes anteriores, o Predador, Dek, é o protagonista e não o antagonista. Dek é retratado pelo dublê Dimitrius Schuster-Koloamatangi, que também aprendeu a língua do Predador especificamente para o papel. Para criar a aparência física de Dek, o Studio Gillis projetou um traje de criatura para retratar o corpo de Dek, enquanto o rosto de Dek foi aprimorado digitalmente usando animação computadorizada por captura de movimento para transmitir uma expressão emocional mais sutil. A Wētā Workshop também contribuiu para os efeitos práticos e os designs do filme. A empresa Weyland-Yutani, apresentada na franquia Alien, aparece no filme.

### Filmagens
As filmagens principais começaram na Nova Zelândia em 27 de agosto de 2024, sob o título provisório Backpack,  e terminaram no final de outubro do mesmo ano.  Jeff Cutter foi o diretor de fotografia, depois de ter trabalhado anteriormente com Trachtenberg em Prey.

### Pós-Produção
Olivier Dumont atuou como supervisor de efeitos visuais de produção do filme e Kathy Siegel como produtora de efeitos visuais, respectivamente, por meio dos fornecedores de efeitos visuais Industrial Light & Magic, Wētā FX, Rising Sun Pictures, Trixter, Important Looking Pirates, The Yard VFX e Framestore. De acordo com o diretor, todas as cenas do filme exigiram trabalho de efeitos visuais.

## Marketing
Em junho de 2025, foi anunciado que Predator: Badlands terá uma apresentação no Hall H da San Diego Comic-Con no final do mesmo ano.

## Lançamento
Predator: Badlands será lançado nos cinemas dos Estados Unidos em 7 de novembro de 2025. e no Brasil em 6 de novembro do mesmo ano.